# Sweet Sweetback's Baadasssss Song
Sweet Sweetback's Baadasssss Song es una película estadounidense del género blaxploitation dirigida, escrita, coproducida, editada y protagonizada por Melvin Van Peebles que cuenta la picaresca historia de un afroestadounidense pobre que es perseguido por autoridades policiales blancas. Mario Van Peebles, hijo del realizador, interpreta al protagonista de niño.
Van Peebles empezó a desarrollar el filme tras ser ofrecido un contrato de tres películas para Columbia Pictures. Ningún estudio quiso financiar la película, por lo que Van Peebles la financió él mismo, rodándola de forma independiente durante 19 días y realizando todas sus propias acrobacias y apareciendo en las escenas de sexo. Recibió un préstamo de $50,000 de Bill Cosby para completar el proyecto. Los rápidos montajes y cortes de la película eran características únicas en el cine estadounidense de la época. La película fue censurada en algunos mercados y recibió críticas mixtas. Sin embargo, ha dejado una impresión duradera en el cine estadounidense.
Debido a que no tenía dinero para promocionar el filme, Van Peebles lanzó la banda sonora, compuesta por Earth, Wind & Fire, antes del estreno del filme para generar publicidad. Inicialmente, la película se proyectó sólo en dos salas de Estados Unidos (en Atlanta y Detroit). Llegó a recaudar 15,2 millones de dólares en taquilla. Huey P. Newton celebró y acogió con agrado sus implicaciones revolucionarias y el filme se volvió obligatorio de ver para miembros del Partido Pantera Negra. Según Variety, demostró a Hollywood que las películas que retrataban a negros "militantes" podían ser muy rentables, lo que llevó a la creación del género blaxploitation, aunque el crítico Roger Ebert no lo consideró a esta obra de Van Peebles como un ejemplo de cine de explotación.
En 2020, la película fue seleccionada por la Biblioteca del Congreso de Estados Unidos para ser preservada en el National Film Registry por ser «cultural, histórica o estéticamente significante».

## Argumento
“…Sire, ceci n’est pas une ode à la brutalite que l’artiste aurait inventé, mais un hymne sorti de la bouche de la realité…”
Señor: Esto no es una oda a la brutalidad inventada por el artista, sino un himno salido de la boca de la realidad.
Prólogo tradicional de los años oscuros, usado al inicio del filme.

| Esta película esta dedicada a todos los Hermanos y Hermanas que ya tuvieron suficiente del Hombre [The Man] —Dedicatoria al inicio del filme que le sigue al primer título. |

En un burdel negro de Los Ángeles a inicios de los años 1940, unas prostitutas acogen a un niño huérfano que luego forma a ser repartidor de toallas. Una de las prostitutas lo seduce para tener sexo y, sorprendida por su destreza sexual y el tamaño de su pene, lo baptiza como "Sweet Sweetback". En el presente, Sweetback trabaja como intérprete en el espectáculo sexual del burdel.
Una noche, se presentan ante su jefe Beetle unos oficiales blancos de la Policía de Los Ángeles, quienes le cuentan que quieren llevarse a Sweetback ya que necesitan traer un sospechoso de homicidio para complacer a sus superiores y liberarlo a los días por falta de evidencias, a lo que él acepta y se lo llevan. En el camino a la comisaría, arrestan a Mu-Mu, un militante de los Panteras Negras, y lo esposan junto a Sweetback, pero cuando este le insulta a los oficiales, sacan a ambos hombres del auto, le retiran las esposas a Mu-Mu y lo golpean. En represalia, Sweetback golpea con las esposas a los oficiales, dejándolos en coma, y huye del lugar.

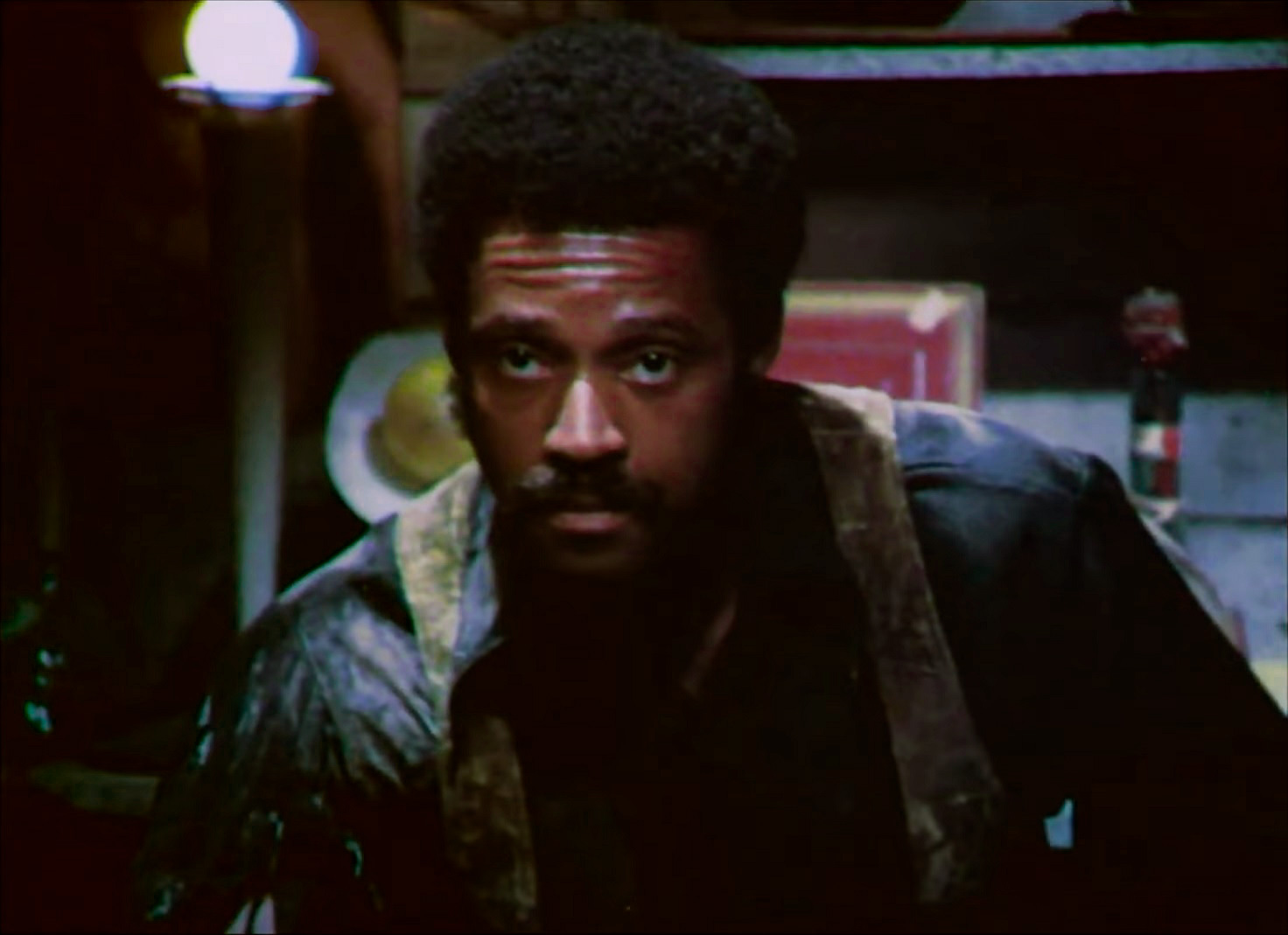
Melvin Van Peebles interpreta al protagonista Sweetback.

Regresando al burdel por ayuda, Beetle le explica que no puede ayudarle por temor a ser arrestado. Saliendo del lugar, la policía detiene a Sweetback y, tras ser interrogado por el paradero de Mu-Mu, es golpeado por orden del jefe de policía. Mientras es llevado al vehículo policial, un revolucionario negro prende el vehículo con un cóctel molotov y lo libera, ayudándolo a escapar. Volviendo con su antigua novia, ella rechaza ayudarlo pero, a cambio de sexo, le quita las esposas.
Con el fin de descubrir el paradero de Sweetback, los agentes de policía interrogan severamente a Beetle, dejándolo sordo al dispararle al lado de sus orejas. Buscando refugio en una iglesia panafricana, su pastor le explica a Sweetback que no puede ayudarlo por temor a que la policía le cierre el centro de rehabilitación de drogadictos de la iglesia.
Mientras es llevado por gánsteres negros hacia las afueras del Sur de Los Ángeles, Sweetback reconoce a Mu-Mu y los dos se reencuentran. Al pasar la noche en un recinto aparentemente abandonado, descubren que es un refugio para los Hells Angels. Su presidente con casco le reta a Sweetback a un duelo: al descubrir que es una mujer, este le reta a follar y se le considera ganador. Los motociclistas dejan a los dos en su club a esperar a que un miembro del motoclub negro East Bay Dragons se los lleve a México. Durante la noche, el club es allanado por dos policías armados y, resistiendo al arresto, Sweetback los enfrenta y los mata pero, por los disparos, Mu-Mu es gravemente herido. Llega el miembro del Dragons pero solo puede llevar a uno en su motocicleta, a lo que Sweetback le pide que se lleve a Mu-Mu al considerarlo su futuro.
Mientras Sweetback y Mu-Mu están a la fuga, el jefe de policía teme que su ejemplo produzca una insurrección negra y presiona a su cuerpo: ingresan a un departamento e irrumpen a un negro con su pareja blanca en la cama y lo agreden, aún descubriendo que es el equivocado; obligan a un sordo y postrado Beetle a reconocer en la morgue si un cuerpo era el de Sweetback o no, y entre los transeúntes de áreas negras de Los Ángeles, encuentran a una madre trastornada que afirma haber tenido un Leroy que se lo quitaron.
Herido por un oficial con una escopeta, Sweetback confunde a un helicóptero que lo perseguía en el desierto al intercambiar su ropa con un vagabundo. Sobreviviendo en tierras áridas a base de beber de un charco y comerse una lagartija, Sweetback viaja de polizón en camiones y en un tren con dirección al sur. Tras volver a engañar exitosamente a la policía simulando sexo entre los arbustos en un evento hippie, Sweetback es avistado y la policía toma prestados los perros de caza de un granjero para rastrearlo. Antes que anochezca, un sheriff se da cuenta de que cruzará la frontera antes de que lo alcancen y suelta a los perros, esperando que lo atrapen y lo maten.
A la mañana siguiente, los perros yacen muertos en el río Tijuana, demostrando que Sweetback logró escapar. Un título final advierte:

Watch out -- A Baad Asssss Nigger is Coming Back To Collect Some Dues...
¡Cuidado! -- Un negro cabrón regresará para cobrar unas deudas...

## Reparto

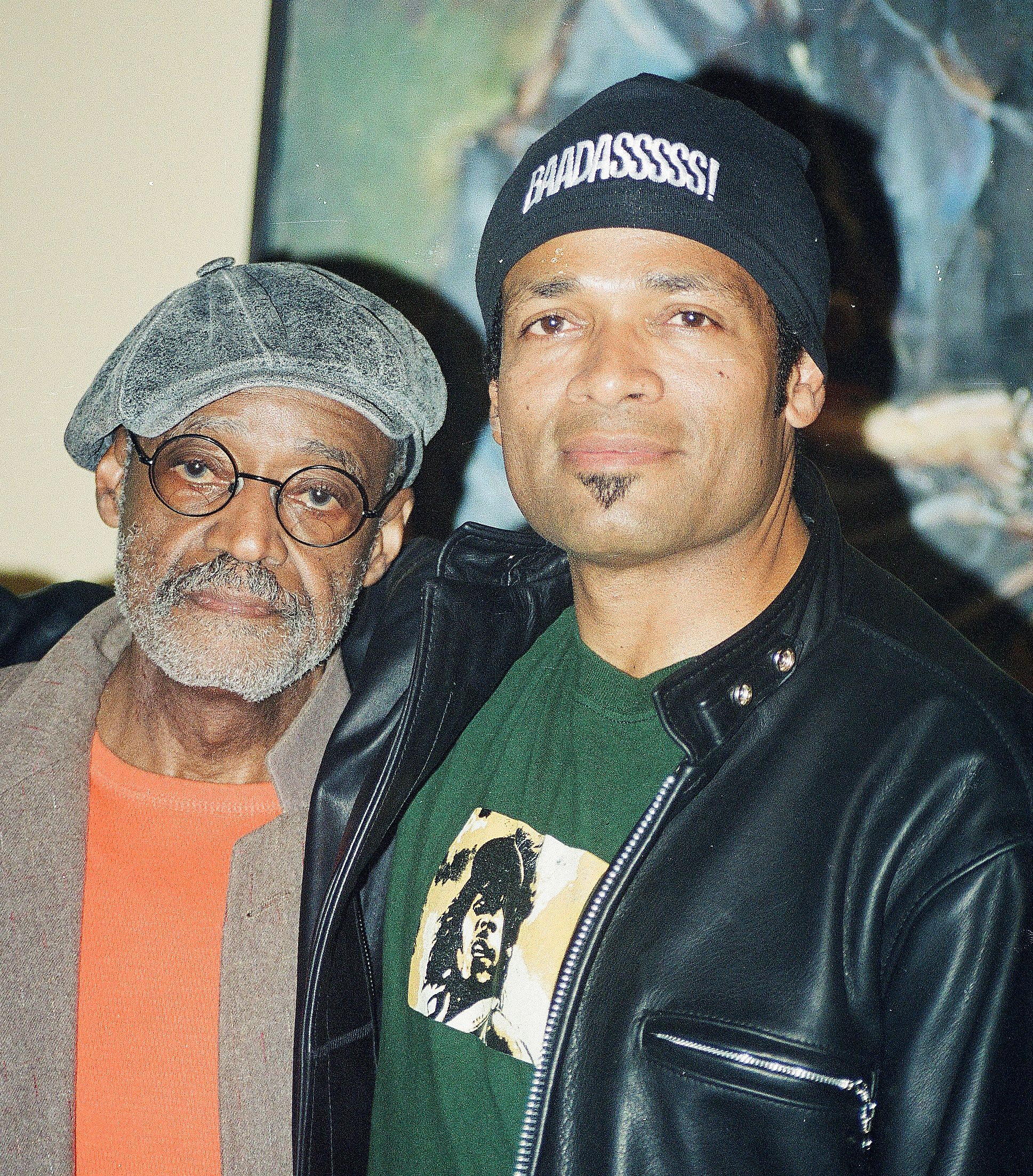
Melvin Van Peebles junto a su hijo Mario en 2001.

- Melvin Van Peebles como Sweetback (acreditado como "Brer Soul" junto a "La comunidad negra")
  - Mario Van Peebles como Sweetback de niño (acreditado como Mario Peebles)
- Hubert Scales como Mu-Mu
- Simon Chuckster como "Beetle"
- John Dullaghan como Comisario
- West Gale
- Niva Rochelle
- Rhetta Hughes como Vieja amiga
- Nick Ferrari
- Ed Rue
- John Amos como Motociclista (acreditado como Johnny Amos)
- Lavelle Roby
- Ted Hayden

## Producción

### Desarrollo
En 1969, Columbia Pictures contrató a Melvin Van Peebles, quien ya había terminado su primer largometraje The Story of a 3-Day Pass,  para dirigir Watermelon Man. Van Peebles intentó reescribir el guion para pasarlo de una comedia que se burlaba de liberales blancos a la primera película de poder negro. El escritor del filme Herman Raucher, quien había basado el guion en amistades suyas que expresaban sentimientos progresistas sin dejar de aferrarse a creencias intolerantes, se opuso a los esfuerzos de Van Peebles porque sentía que la película debía ser una parodia de la cultura liberal. Raucher finalmente ejerció una cláusula de su contrato que le permitía novelizar su propio guion, previniendo que Van Peebles modifique la película radicalmente.
Luego de que Watermelon Man resultase ser un éxito financiero, a Van Peebles le ofrecieron un contrato para tres películas. Mientras el acuerdo aún estaba en el aire, Van Peebles, aún con la intención de crear el primer filme de poder negro, desarrolló la historia de Sweet Sweetback's Baadasssss Song. La idea inicial de la película no le quedó clara al principio. Un día de febrero de 1970, Van Peebles condujo al desierto de Mojave, salió de la carretera y subió la colina. Aparcó el coche, salió y se agachó de cara al sol. Decidió que la película iba a ser "sobre un hermano que le saca el pie del culo al sistema". Dos semanas y tres días después del incidente en el desierto, Van Peebles terminaría el guion de Sweetback en la tarde del 6 de marzo de 1970.
Aún molesto con los ejecutivos de Columbia mientras se encontraban planeando una película sobre Malcolm X, Van Peebles le mostró su guion al ejecutivo Stanley Schneider; este le respondería en una cena en Nueva York disgustado con la historia y la violencia, alegando que "estaríamos repitiendo Lord Byron Jones." Debido a que ningún estudio financiaría la película, Van Peebles invirtió su propio dinero en la producción y la rodó de forma independiente. Durante la búsqueda de inversionistas, Van Peebles se puso en contacto con Bill Cosby y este le concedió un préstamo de 50,000 dólares para completar la película. Según Van Peebles, "Cosby no quería una parte de capital, solo quería su dinero de vuelta."
Van Peebles terminó controlando la posesión de la película. Varios actores audicionaron para el rol protagónico de Sweetback, pero le dijeron a Van Peebles que no harían la película a menos que se les diera más diálogo, a lo que Van Peebles terminó interpretando el papel él mismo. Aunque en un principio Van Peebles quería usar película estándar de 35 mm para filmar, se decidió usar película de 16 mm debido a su facilidad económica, su textura granulosa y documental que "aumentaría el sabor de realismo que quería en la calle", y para pasar desapercibido ante los policías y sindicatos.

### Rodaje
El rodaje de Sweetback empezó el 11 de mayo de 1970 y terminaría el 4 de junio de ese mismo año. Según Van Peebles, durante el primer día de rodaje, el director de fotografía y camarógrafo jefe Bob Maxwell le dijo que no podía mezclar dos tonos diferentes de luces de película mecánicas porque creía que los resultados no se verían bien en la película. Van Peebles le dijo que lo hiciera de todos modos. Cuando vio lo grabado, Maxwell se alegró y Van Peebles no volvió a encontrar ese problema durante el rodaje. Van Peebles filmó la película en un período relativamente corto de 19 días para reducir la posibilidad de que el elenco, en su mayoría aficionados, apareciera algunos días con cortes de pelo o ropa diferente a la del día anterior. Van Peebles grabó la película en lo que él llamó "globs", donde filmaba secuencias enteras a la vez.
Al no poder contar con un doble de riesgo, Van Peebles realizó por sí mismo todas las escenas de riesgo, las cuales incluyeron también varias escenas de sexo no simulado. En un momento del rodaje, Van Peebles se vio obligado a saltar de un puente. Bob Maxwell declaró más tarde: "Bueno, eso es genial, Mel, pero hagámoslo de nuevo". Van Peebles terminó realizando la hazaña nueve veces. Van Peebles contrajo gonorrea mientras filmaba una de las muchas escenas de sexo y solicitó con éxito al Sindicato de Directores para obtener una compensación laboral porque resultó "herido en el trabajo". Van Peebles utilizó el dinero para comprar más cinta.
Van Peebles y varios miembros clave de su equipo estaban armados porque era peligroso realizar un filme sin apoyo del sindicato. Un día, Van Peebles buscó su arma y no pudo encontrarla. Van Peebles descubrió que alguien lo había puesto en la caja de utilería. Cuando filmaron la escena en la que Beetle es interrogado por la policía, quien le dispara a sus dos orejas, se temía que el arma real haya sido tomada en lugar del prop.
Mientras se filmaba una secuencia con miembros de los Hells Angels, uno de los motociclistas le dijo a Van Peebles que quería abandonar, a lo que él respondió diciéndoles que les pagaron para que se quedaran hasta terminar la escena. El motociclista saco un cuchillo y comenzó a limpiarse las uñas con el, a lo que Van Peebles chasqueó y su equipo se presentó con rifles. Los motociclistas se quedaron para filmar la escena.

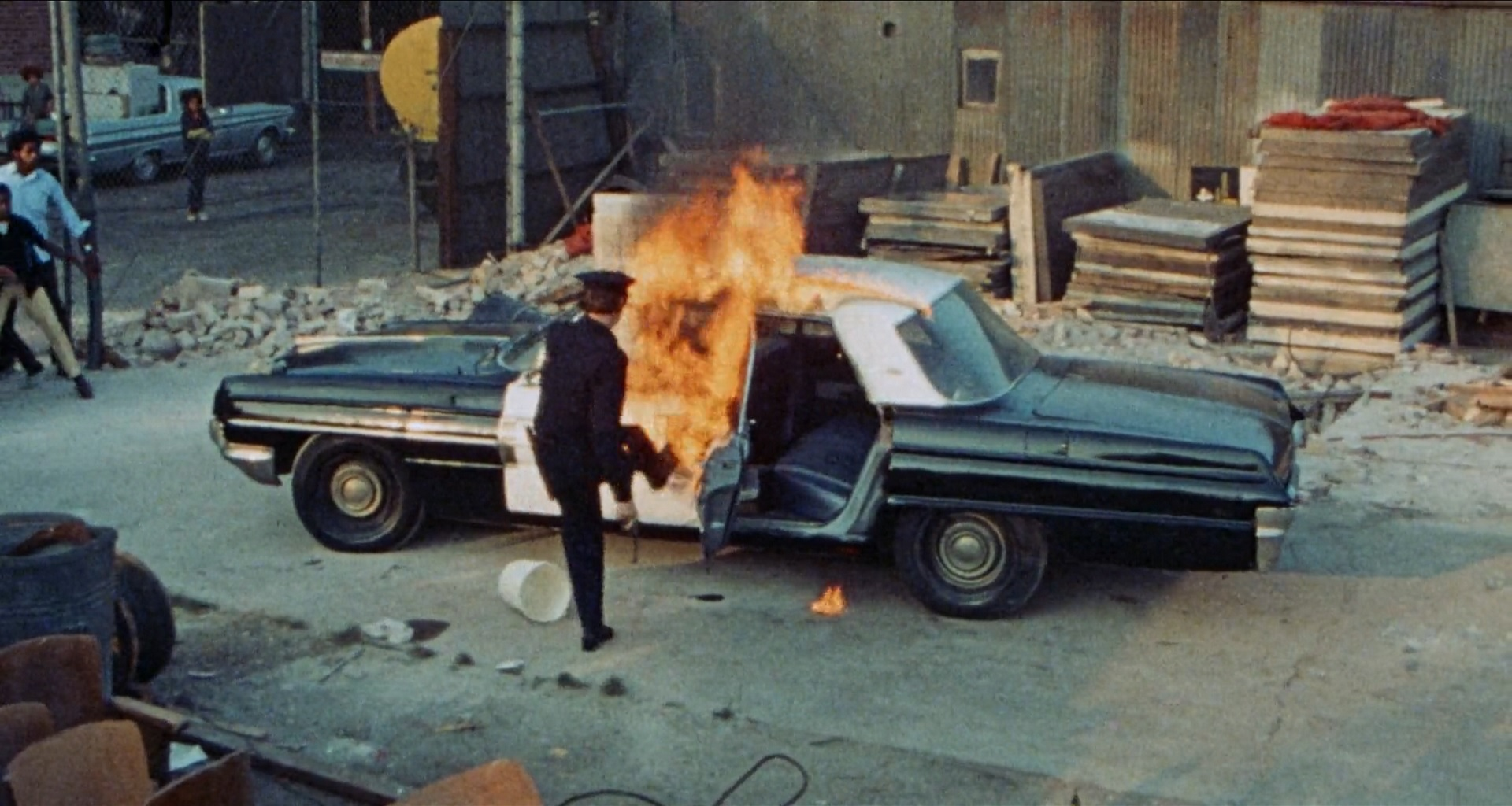
Al filmar la escena del patrullero incendiandose, un camión de bomberos real apareció en el lugar y se incluyó en el montaje final de la película.

Van Peebles había recibido permiso para prender fuego a un coche, pero lo había hecho un viernes; por lo que no hubo tiempo para ficharlo antes de filmar la escena. Cuando se filmó la escena, apareció un camión de bomberos en escena. Esto terminó en el montaje final de la película.
Según Van Peebles, los perros muertos que se ven en las escenas finales de la película procedían de una sociedad humanitaria: "Vaya, tuvimos suerte... Al principio, la sociedad ni siquiera pensó que podría ayudarnos... pero después de una pequeña donación, buscaron en su refrigerador nuevamente, supongo, y encontré casi exactamente lo que estábamos buscando..."

### Edición
Los montajes vertiginosos y jump cuts de la película eran características novedosas para una película estadounidense en ese momento. Escribiendo para el New York Times, Stephen Holden comentó que la edición de la película tenía "una calidad jazzista e improvisada, y la pantalla a menudo está plagada de efectos psicodélicos discordantes que ilustran la alienación de Sweetback." S. Torriano Berry escribe que "extraños ángulos de cámara, superposiciones, efectos de clave inversa, efectos de caja y mate, tomas con enfoque en bastidor, zooms extremos, stop-motion e impresión por pasos, y una gran cantidad de trabajo inestable con la cámara en mano ayudaron en su conjunto a expresar la pesadilla paranoica en la que se había convertido la vida [de Sweetback]."

### Música
Debido a que no tenía dinero para contratar un compositor, Van Peebles compuso la banda sonora por su cuenta. Al no saber leer ni escribir música, numeró todas las teclas de un piano para poder recordar las melodías.

La mayoría de cineastas ven una película en términos de imagen e historia o viceversa. Los efectos y la música [...] son consideraciones estrictamente secundarias. Muy pocos miran el cine considerando el sonido como una tercera dimensión creativa. Así que calculo el escenario de tal manera que el sonido pueda usarse como parte integral de la película.

La música de la película fue interpretada por Earth, Wind & Fire, una banda entonces poco conocida y que vivían en un solo apartamento con apenas algo de comer. La secretaria de Van Peebles estaba saliendo con uno de los miembros y lo convenció de que los contratara para interpretar la música del filme. Van Peebles proyecto escenas de la película mientras la banda interpretaba la música. Al alternar vocalizaciones basadas en himnos y ritmos de jazz, Van Peebles creó un sonido que presagiaba el uso del sampling en la música hip hop.
Van Peebles rememora que "la música no se utilizaba como herramienta de venta en las películas en ese momento. Incluso en los musicales, pasarían tres meses después del lanzamiento de la película antes de que sacaran un álbum". Al carecer de dinero para métodos de publicidad tradicionales, Van Peebles decidió que al lanzar un álbum con la banda sonora antes del estreno de la película, podría ayudar a generar expectativa sobre la película con su música.
Lado uno
1. "Sweetback Losing His Cherry" (2:45)
2. "Sweetback Getting It Uptight And Preaching It So Hard The Bourgeois Reggin Angels In Heaven Turn Around (5:00)
3. "Come On Feet Do Your Thing" (4:15)
4. "Sweetback's Theme" (7:36)

Lado dos
1. "Hoppin' John" (2:25)
"Voices" (0:11)
2. "Mojo Woman" (2:43)
"Voices" (0:15)
3. "Sanra Z" (3:47)
"Voices" (0:17)
4. "Reggins Hanging On In There As Best They Can" (2:58)
"Voices" (1:13)
5. "Won't Bleed Me" (2:41)
6. "The Man Tries Running His Usual Game but Sweetback's Jones Is So Strong He Wastes the Hounds (Yeah! Yeah! and Besides That He Will Be Comin' Back Takin' Names and Collecting Dues)" (4:25)

## Estreno
Sweet Sweetback's Baadasssss Song se estrenó el 31 de marzo de 1971 en el Grand Circus Theatre de Detroit y el 2 de abril de ese mismo año en el Coronet Theatre de Atlanta. Van Peebles rememoró: 

Al principio, sólo dos salas de Estados Unidos proyectarían la película: una en Detroit y otra en Atlanta. La primera noche en Detroit batió todos los récords de ese cine, y eso fue sólo por el título, ya que nadie la había visto todavía. El segundo día, la gente tomaba su almuerzo y se sentaba a verlo tres veces. Sabía que finalmente estaba hablándole a mi audiencia. Sweet Sweetback's Baadasssss Song hizo miles de dólares en su primer día.

 Recaudó $70,000 en su primera semana en Detroit. En su séptima semana en cartelera, alcanzaría el primer lugar en la taquilla estadounidense y regresaría a ese puesto en su decimonovena semana.
La película ganó 4,1 millones de dólares en rentas en Estados Unidos y Canadá, y recaudó más de 15 millones de dólares en taquilla, volviéndose así la décima película más taquillera de 1971.

### Censura

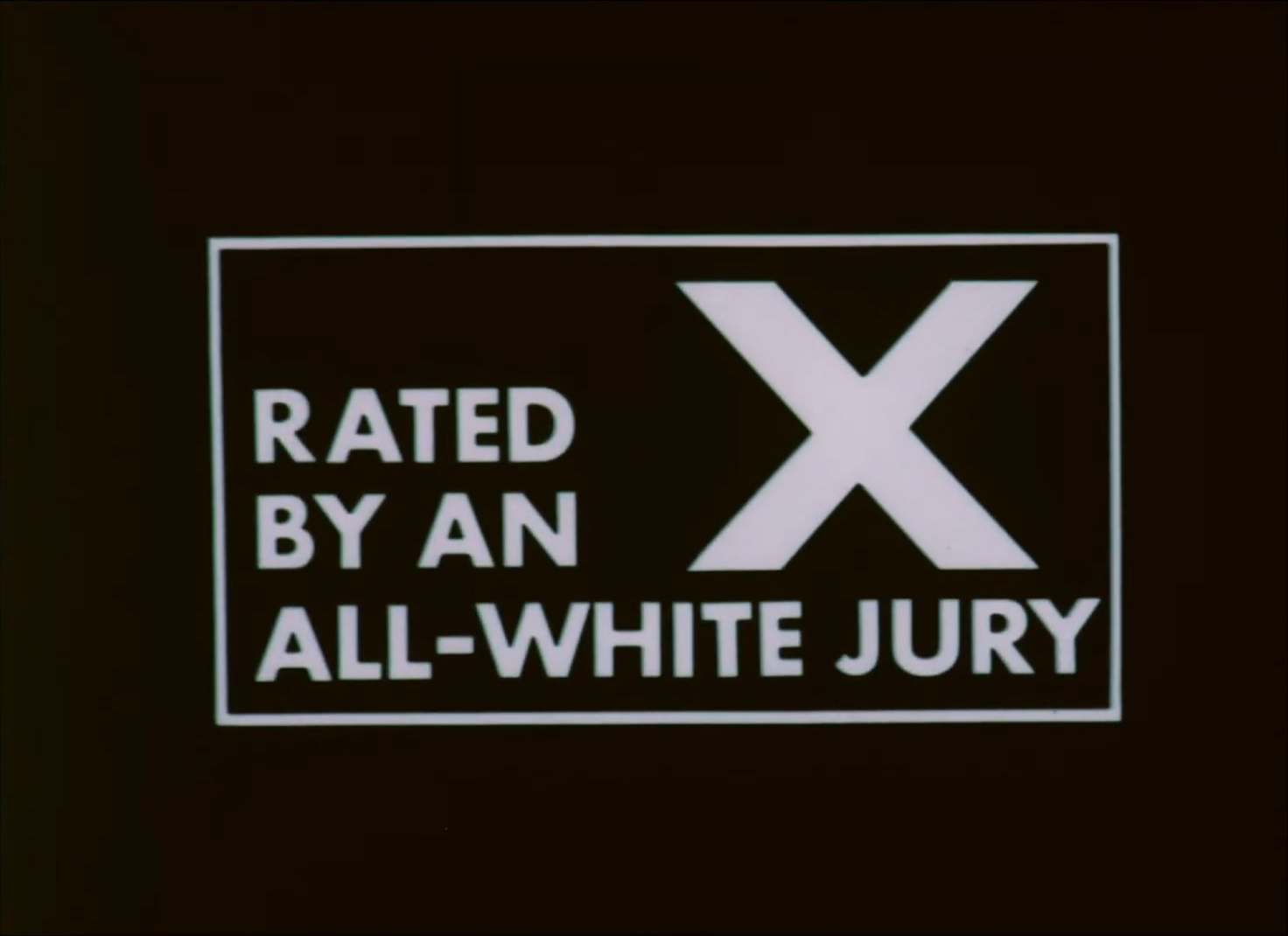
El eslogan publicitario "Clasificado X por un jurado íntegramente blanco" fue usado para promocionar el filme.

Al no ser presentada ante la comisión de clasificación por edades, la Motion Picture Association of America asignó una clasificación X a la película, tras lo cual distribuidores y exhibidores (incluido el Music Hall de Boston) removieron 9 minutos. En respuesta, Van Peebles empezó a promocionar el filme con el eslogan publicitario "Clasificado X por un jurado íntegramente blanco" y, en una carta al presiente de la MPAA Jack Valenti, afirmó: "Si el resto de la comunidad se somete a su censura, eso es asunto suyo, pero los estándares blancos ya no serán impuestos a la comunidad negra".
En 1974, la MPAA reclasificaría al filme como R. En 1980, cuando el filme iba a ser proyectado en el Festival Internacional de Cine de Adelaida, su proyección fue prohibida por el fiscal general de Australia Meridional al considerarse la escena inicial como pornografía infantil. Pese a haber pasado sin cortes por la Agencia Británica de Clasificación de Películas para su lanzamiento en formato doméstico en 1996, la misma agencia exigiría a Van Peebles en 2005 recortar el metraje de la escena inicial, tras lo cual la productora mandaría una carta con dos contratos y firmas de consentimiento de los involucrados que fueron aceptadas. Para cumplir con las leyes de protección infantil del Reino Unido, la edición en DVD Región 2 lanzada por el British Film Institute oscurece algunas imágenes de la escena inicial.

## Recepción

### Crítica
La película recibió críticas mixtas. Kevin Thomas del Los Angeles Times describió al filme como "una serie de viñetas crudas y terrenales, Van Peebles evoca la vitalidad, el humor, el dolor, la desesperación y el miedo omnipresente que es la vida de tantos afroamericanos." En una crítica retrospectiva, Stephen Holden del New York Times la consideró como "una película innovadora pero políticamente incendiaria." El portal de reseñas Rotten Tomatoes le da al filme una puntuación "fresca" de 73 %, de acuerdo con 30 reseñas. El final de la película fue impactante para las audiencias negras que esperaban que Sweetback muriera a manos de la policía, un destino común, incluso inevitable, de los hombres negros "fugidos" en películas anteriores. El crítico de cine Roger Ebert citó al final como una razón por la que la película no debería ser etiquetada como un filme de explotación.
El crítico del New York Times Clayton Riley vio la película favorablemente, comentando su innovación estética, pero afirmó sobre el personaje de Sweetback que él "es el sexualista supremo en cuyos ojos aparentemente vacíos y boca poco reveladora están escritos los protocolos del colonialismo interno estadounidense". En otra reseña, Riley explicó que "Sweetback, el atleta sexual profano y fugitivo, se basa en una realidad que es negra. Puede que no queramos que exista, pero él sí." En una entrevista al mismo periódico, el crítico Donald Bogle afirmó que la película de alguna manera satisfizo las necesidades compensatorias de la audiencia negra después de años de personajes asexuales, del tipo de Sidney Poitier, y que querían un "héroe masculino negro viable, sexual, asertivo y arrogante".
En un compendio sobre la colección de películas y medios del Museum of Modern Art, el curador Steven Higgins describe el lugar de la película en la historia: 

Desde Oscar Micheaux, ningún cineasta afroamericano había tomado un control tan completo del proceso creativo, produciendo una obra tan profundamente conectada con su propia realidad personal y cultural que no se sorprendió cuando el establishment crítico blanco profesó su desconcierto... depende menos de su historia de un supersemental que huye de la policía que de su desinterés en hacer referencia a la cultura blanca y su comprensión radicalmente nueva de cómo el estilo y la sustancia se informan mutuamente.

### Reacciones notables
Huey P. Newton, dedicando un número entero de la revista The Black Panther a las implicaciones revolucionarias de la película, celebró y dio la bienvenida al filme como "la primera película negra verdaderamente revolucionaria realizada [...] y presentada por un hombre negro". Newton escribió que Sweetback "presenta la necesidad de unidad entre todos los miembros e instituciones dentro de la comunidad de víctimas", afirmando que esto se evidencia en los créditos iniciales que dicen que la película está protagonizada por "La comunidad negra", un protagonista colectivo involucrado en varios actos de solidaridad comunitaria que ayudan a Sweetback a escapar." Newton argumentó además que "la película demuestra la importancia de la unidad y el amor entre hombres y mujeres negros", como se demuestra "en la escena en la que la mujer hace el amor con el joven pero, de hecho, lo bautiza en su verdadera virilidad".
La película se volvió obligatoria de ver para miembros del Partido Pantera Negra.
Unos meses después de la publicación del artículo de Newton, el historiador Lerone Bennett Jr. respondió con un ensayo en Ebony titulado "El orgasmo de la emancipación: Sweetback en el pais de las maravillas", en el que habló de la "estética negra" de la película. Bennett argumentó que la película idealizaba la pobreza y la miseria del gueto y que "algunos hombres identifican tontamente la estética negra con barrigas vacías y prostitutas de trasero grande". Bennett concluyó que la película "no es revolucionaria ni negra porque presenta al espectador ensoñaciones estériles y un superhéroe ahistórico, egoístamente individualista sin un programa revolucionario, que actúa movido por el pánico y la desesperación". Bennet decribió la iniciación sexual de Sweetback a los diez años como la "violación de un menor por una prostituta de 40 años."
Bennett describió los casos en los que Sweetback se salvó mediante el uso de su destreza sexual como "orgasmos de emancipación" y afirmó que "es necesario decir con franqueza que nadie jamás se abrió camino hacia la libertad follando. Y, en última instancia, es malicioso y reaccionario que alguien le sugiera a los negros en 1971 que podrán cruzar el Mar Rojo follando. Si follar liberara, los negros habrían celebrado el milenio hace 400 años". El poeta y autor Haki R. Madhubuti (entonces conocido como Don L. Lee) estuvo de acuerdo con la evaluación de Bennett de la película, afirmando que era "una fantasía autobiográfica limitada, rentable, de la odisea de un tal Melvin Van Peebles a través de lo que él consideraba la comunidad negra."

## Legado
Considerada como una película importante en la historia del cine afroestadounidense, al éxito de Sweet Sweetback's Baadasssss Song le siguieron películas como  Shaft y Superfly. Variety acreditó que la película condujo a la creación del género blaxploitation, compuesto en gran parte por películas de explotación hechas por directores blancos. En palabras de Van Peebles: "Hollywood tomó mi fórmula, disminuyó el concepto de negritud a una caricatura extravagante y revirtió el mensaje político, lo convirtió en uno contrarrevolucionario."
El crítico Robert Reid-Pharr escribió que "...[Sweetback] fue vista (correctamente, creo) como la primera de una larga lista de filmes demoninados como Blaxploitation..." y apunta que Van Peebles fue "uno de los primeros artistas en llevar no solo imágenes convincentes sino también realistas de los estadounidenses negros a los cines convencionales, rompiendo con tradiciones de hace décadas..."
El título del episodio n.º 100 de Los Simpson, "Sweet Seymour Skinner's Baadasssss Song", hace referencia a la película.
En 2003, Mario Van Peebles dirigió e interpretó a su padre en Baadasssss!, un biopic sobre el rodaje de Sweet Sweetback. La película, que usa fragmentos del filme de 1971, fue un éxito en crítica pero no en taquilla.